# Thamnostoma cidaritis
Thamnostoma cidaritis är en nässeldjursart som först beskrevs av Weismann 1883.  Thamnostoma cidaritis ingår i släktet Thamnostoma och familjen Bougainvilliidae. Inga underarter finns listade i Catalogue of Life.